# Зардиев, Джамолиддин Шамсиддинович
Джамолиддин Шамсиддинович Зардиев (тадж. Ҷамолиддин Зардиев; род. 14 мая 1992, Колхозабад, Курган-Тюбинская область) — таджикский футболист, полузащитник.

## Клубная карьера
Воспитанник детской футбольной школы «Вахша». Первый тренер — Ашур Гадоев. В 2007 году главный тренер Салохиддин Гафуров пригласил Зардиева в первую команду, и до 2013 года он защищал цвета родного клуба.
В 2013 году перешёл в «Худжанд» и в течение нескольких лет играл за команду.
В 2015 году подписал контракт с футбольным клубом «Регар-ТадАЗ», но последний момент сделка сорвалась моментально  подписал контракт с футбольным клубом «Равшан» из куляба. 
Второй круг сезона 2015 года перебрался футбольный клуб «Панджшере» из Джалолиддин Руми и завершил сезон у себя в родных краях..
В сезоне 2016 году вернулся в свой родной клуб где и делал первые шаги Футбольный клуб «Вахш» из города Бохтар и провёл там до июня 2017 года.
В Июле 2017 году подписал контракт на пол сезона с клубом  Первой лиги «Куктош» из Рудаки ставшие в конце сезона Чемпионом первой лиге и получили досрочную путёвку в высшую лигу Таджикистана.
В январе 2018 года подписал годичный контракт с футбольным клубом «Хатлон» из города Бохтар и отыграл весь сезон на достойном уровне.
В январе 2019 году поступило достойное  предложение из за границы от Индонезийского клуба «Badak Lampung». Зардиев приняв достойное предложение подписал годичный контракт показал красивую игру на полях Индонезии.
В Июле 2019 году подписал контракт с футбольным клубом «Регар-ТадАЗ» из города Турсунзаде и в конце сезона заняли третье место  стали бронзовый призёрами чемпионата и плюс к этому стали Финалистом Кубка страны.
В января 2021 году подписал  контракт с футбольным клубом из Согдийской области «Равшаном» из Зафарабад.
из первой лиге и вывел клуб в первые в своей истории в высшую лигу.
В мае 2022 году поступило предложение из клуба премьер лиги «Club Eagles»  из Мальдивских Островов Зардиев приняв их запрос подписал годичный контракт и полител покорять Мальдивские острова несколько раз признавался игроком матча в конце сезона финишировали на втором месте стали серебряными призёрами Dhiraagu Dhivehi Premier League.

## Достижения

### Командные
«Вахш»
- Чемпион Таджикистана: 2009
- Бронзовый призёр чемпионата Таджикистана: 2007, 2008, 2010

«Регар-ТадАЗ»
- Бронзовый призёр чемпионата Таджикистана: 2019
- Финалист кубка Таджикистана: 2019

«Равшан» Зафарабод
- Чемпион Таджикистана среди команд первой лиги: 2021

«Club Eagles»
- Серебряный призёр чемпионата Мальдивских Островов: 2022

## Личная жизнь
Джамолиддин окончил экономический факультет КГУ им. Н. Хусрава. Женат имеет троих детей дочь Оиша и двое сыновья Илесиддин и Салохиддин.